# Cantó de Mélisey
El cantó de Mélisey és un cantó francès del departament de l'Alt Saona, situat al districte de Lure. Té 13 municipis i el cap és Mélisey.

## Municipis
- Belfahy
- Belmont
- Belonchamp
- Écromagny
- Fresse
- Haut-du-Them-Château-Lambert
- La Lanterne-et-les-Armonts
- Mélisey
- Miellin
- Montessaux
- Saint-Barthélemy
- Servance
- Ternuay-Melay-et-Saint-Hilaire

## Història
| Data d'elecció                           | Identitat         | Partit                                    | Qualitat |
| ---------------------------------------- | ----------------- | ----------------------------------------- | -------- |
| 1945-1951                                | M. Caritey        | radical                                   |          |
| 1951-1970                                | Alfred Clerget    | RPF, després RS, després UNR, després UDR |          |
| 1970-                                    | Rose-Marie Daviot | Centrista, després MRG, després PRG       |          |
| les dades anteriors no són pas conegudes |                   |                                           |          |
|                                          |                   |                                           |          |

## Demografia
| A partir de 1990: Població sense dobles comptes |